# Heike Faßbender
Heike Faßbender (* 1963) ist eine deutsche Mathematikerin und Hochschullehrerin.  Sie ist Professorin am Institut für Numerische Mathematik der Technischen Universität Braunschweig und leitete als erste Frau von 2017 bis 2019 die Gesellschaft für Angewandte Mathematik und Mechanik (GAMM) als Präsidentin.

## Leben und Werk
Faßbender studierte Mathematik an der Universität Bielefeld mit einem Diplom-Abschluss. Von 1989 bis 1991 studierte sie Informatik mit einem Fulbright-Stipendium an der University at Buffalo und erwarb einen Master-Abschluss. Danach arbeitete sie als wissenschaftliche Mitarbeiterin an der Universität Bremen, wo sie 1994 bei Angelika Bunse-Gerstner und Ludwig F. Elsner promovierte mit der Dissertation: Numerisches Verfahren zur diskreten trigonometrischen Polynomapproximation. Nach der Habilitation 1999 erhielt sie 2000 einen Ruf als Professorin an die Technische Universität München. Seit 2002 ist sie Professorin für Numerische Mathematik an der Technischen Universität Braunschweig. Von 2008 bis 2012 war sie dort Vizepräsidentin für Lehre, Studium und Weiterbildung. Von 2017 bis 2019 war sie Präsidentin der Gesellschaft für angewandte Mathematik und Mechanik (GAMM).